# Dinnyés András
Dinnyés András (Budapest, 1966. február 6. –) magyar kutató, egyetemi tanár, a BioTalentum Tudásfejlesztő Kft. alapító tulajdonosa és ügyvezetője.

## Kutatási területe
Embriológia, sejt mélyhűtés, in vitro embrió előállítás, sejtmag átültetéses klónozás, őssejtek és regenerációs gyógyítás kutatásával 1985 óta foglalkozik.

## Életpályája
Fulbright ösztöndíjas kutatóként az USA-ban a Smithsonian Institute-ban egér embriók vitrifikációs mélyhűtésén, majd a Connecticut-i Egyetemen laboratóriumi és nagyállatok sejtmag átültetéses klónozáson dolgozott, ez utóbbit folytatva 2000-től a Roslin Intézetben a korábban “Dolly-t” a klónozott bárányt létrehozó csoportot vezette Sir Ian Wilmut irányításával. A csoport sikeresen hozott létre génkiütött nagyállatot, egy bárányt (a világon elsőként), majd Európa első klónozott sertését. Magyarországra visszatérve megalapított egy akadémiai kutatócsoportot, mely Közép-Európa első klónozott egerét, majd nyulát is létrehozta. Jelenleg a Szegedi Tudományegyetem és a MATE (Szent István Egyetem) professzora, valamint hat évig az Utrechti Egyetem Állatorvosi Fakultásának is professzora volt. Az Academia Europaea tagja. 2005-ben alapította meg a BioTalentum Kft.-t, mely a magyarországi humán indukált pluripotens őssejtkutatás és alkalmazás (regenerációs gyógyítás, betegségek sejtes modellezése és in vitro toxikológia) kiemelkedő műhelyévé vált.

## Díjai, elismerései
- Pro Scientia Aranyérem
- Az állatok és sejtek genetikai újraprogramozása terén végzett innovatív munkája elismeréséül 2013-ban elnyerte a Gábor Dénes-díjat.